# IAI Nešer
IAI Nešer (hebrejsky נשר‎, "sup") je izraelský víceúčelový stíhací letoun, který je modifikací francouzského typu Dassault Mirage III. Izraelský letecký výrobce Israel Aerospace Industries v Lodu začal s jejich nelicenční výrobou poté, když dodávce objednaných a zaplacených Mirage 5 zabránilo francouzské embargo po vypuknutí šestidenní války. Většinu dochovaných Nešerů, pod názvem Dagger či Finger, provozovalo až do roku 2015 argentinské letectvo.

## Vývoj

### IAI Nešer
Firma Dassault Aviation začala s vývojem typu Mirage 5 právě na základě objednávky Izraele, který byl také největším zahraničním uživatelem typu Dassault Mirage III. Izraelské letectvo požadovalo pro nový typ menší schopnost operací za každého počasí výměnou za větší nosnost výzbroje a dolet. Důvodem bylo převážně dobré počasí v regionu.
Po vypuknutí šestidenní války vyhlásila Francie embargo na dovoz zbraní do Izraele, což zabránilo dodání 30 již objednaných a zaplacených kusů Mirage 5, stejně jako dalších 20 kusů, na které měl Izrael opci. Embargo znamenalo také přerušení dodávek náhradních dílů pro izraelské Mirage IIICJ. Izrael poté začal s vlastní sériovou výrobou typu na základě plánů švýcarské licenční verze Mirage IIIS a motoru ATAR 9C, získaných izraelskou tajnou službou Mosad. První kus byl dokončen v září 1969 a první kompletní jednotka byla typem vyzbrojena v roce 1972.
Nicméně některé zdroje tvrdí, že Izrael dostal 50 ks Mirage 5 v bednách od francouzského letectva, které mezitím převzalo 50 letadel původně určených pro Izrael. Izrael následně letouny označil jako IAI Nešer.
IAI Nešer byl až na menší modifikace identický s typem Mirage III. Byla použita část izraelské avioniky, vystřelovací sedadla Martin-Baker a letouny byly upraveny pro nesení více druhů řízených střel. Celkem bylo postaveno 51 jednomístných a 10 dvoumístných letounů. 40 strojů Nešer se účastnilo střetnutí s Egyptem v roce 1973.

### IAI Kfir
I po skončení výroby Nešerů bylo rozhodnuto pokračovat ve zdokonalování typu. Byl proto vyvinut typ IAI Kfir, u kterého francouzský motor SNECMA Atar nahradil v Izraeli vyráběný americký motor General Electric J79 užívaný též u strojů typu McDonnell Douglas F-4 Phantom II zastoupených u Izraelského letectva ve významném počtu.
Přechodem mezi Nešerem a Kfirem byl experimentální letoun Salvo, což byl přestavěný dvoumístný letoun Mirage IIIBJ u kterého původní motor SNECMA Atar nahradil právě americký J79 a místo druhého člena posádky bylo využito pro montáž monitorovacího zařízení.

## Služba

### Izrael

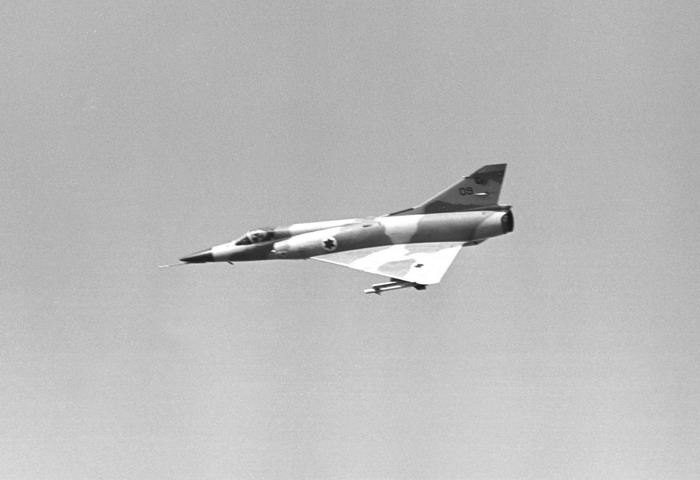
Izraelský Nešer nad Golanskými výšinami za Jomkipurské války

Letouny se dobře osvědčily v Jomkipurské válce, kde bylo do bojů nasazeno přibližně 40 kusů a na své konto si připsaly více než sto vítězných vzdušných soubojů. Celkem 15 kusů bylo ztraceno v boji či při nehodách.

### Argentina

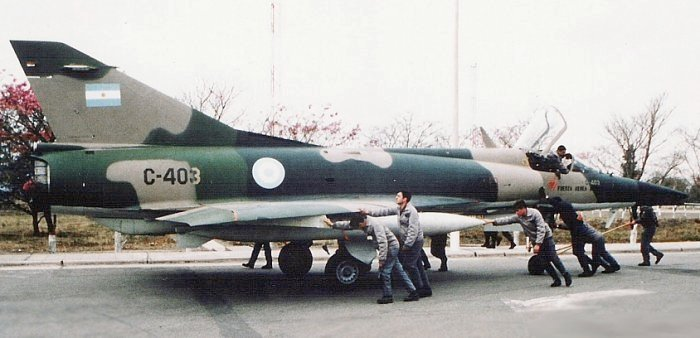
IAI Dagger v roce 1981

Po vyřazení ze služby v izraelském letectvu bylo 24 jednomístných letounů (zde byly označeny Dagger A) a 2 dvoumístné letouny Dagger B prodáno do Argentiny. Kontrakt byl uzavřen v roce 1978 a letouny dodány do konce roku 1980. Letouny vytvořily novou 6. leteckou skupinu a společně s 8. leteckou skupinou, používající typ Mirage III a Peruánským letectvem s letouny Mirage 5 se ještě téhož roku angažovaly v krizi se sousedním Chile.
V roce 1982 bojovaly argentinské Daggery ve falklandské válce. Letouny operovaly ze základny Río Grande na ostrově Tierra del Fuego. Přes velkou vzdálenost k cíli a nedostatek leteckých tankerů provedly Daggery během 45 dní operací na 153 bojových letů. Poškodily britský torpédoborec HMS Antrim, fregaty HMS Brilliant, HMS Broadsword, HMS Arrow a HMS Plymouth a podílely se na potopení fregaty HMS Ardent. V boji jich bylo ztraceno 11 kusů.
V roce 1979 se Argentina rozhodla modernizovat své Daggery tak, aby byla jejich avionika srovnatelná s moderními letouny Kfir C.2. Upravené letouny byly přejmenovány na Finger. Program se rozběhl ještě před začátkem války o Falklandy a část vybavení měla být britského původu. Modernizace letounů byla dokončena až po skončení války a místo britské avioniky, na kterou se vztahovalo poválečné embargo, byla použita avionika francouzské firmy Thomson-CSF. V roce 2015 vyřadilo argentinské letectvo všechny zbývající bojové letouny typové řady Dassault Mirage, včetně čtyř IAI Nešer/Finger.

## Uživatelé

### Bývalí
Argentina
- Argentinské letectvo: 39[8]

 Izrael
- Izraelské vojenské letectvo: 61[8]

 Jihoafrická republika
- Jihoafrické letectvo: 5[8]

## Specifikace (Nesher)

### Technické údaje
- Posádka: 1
- Rozpětí: 8,22 m
- Délka: 15,65 m
- Výška: 4,25 m
- Nosná plocha: 34,8 m²
- Hmotnost prázdného letounu: 6 600 kg
- Maximální vzletová hmotnost: 13 500 kg
- Pohonná jednotka: 1 × proudový motor SNECMA Atar09C o tahu 41,97 kN

### Výkony
- Maximální rychlost: Mach 2
- Bojový rádius: 1 300 km
- Dolet: ???
- Dostup: 17 680 m
- Stoupavost: ???

### Výzbroj
- Kanóny: 2× 30mm kanón DEFA 553 se 140 střelami na zbraň
- Rakety: ???
- Bomby: ???
- Střely: ???